# Сафита (район)
Сафита (араб. صافيتا‎) — район (минтака) в составе мухафазы Тартус, Сирия.
Административный центр — город Сафита.

## География
Район расположен на северо-западе Сирии в юго-восточной части мухафазы Тартус. На севере граничит с районом Дурейкиш, на востоке с мухафазами Хама и Хомс, на юге с мухафазой Хомс, а на западе с районом Тартус.

## Административное деление
Административно район Дурейкиш разделён на 6 нахий:
| Нахия          | Административный центр | Население (2004 г.), чел. | Карта |
| -------------- | ---------------------- | ------------------------- | ----- |
| Сафита         | Сафита                 | 60 172                    |       |
| Мешта-эль-Хелу | Мешта-эль-Хелу         | 12 577                    |       |
| Эль-Барикия    | Эль-Барикия            | 7 336                     |       |
| Сабба          | Сабба                  | 7 614                     |       |
| Эс-Сисния      | Эс-Сисния              | 22 018                    |       |
| Рас-эль-Хашуфа | Рас-эль-Хашуфа         | 19 915                    |       |